# Realitos (Texas)
Realitos es un lugar designado por el censo ubicado en el condado de Duval en el estado estadounidense de Texas. En el Censo de 2010 tenía una población de 184 habitantes y una densidad poblacional de 267,08 personas por km².

## Geografía
Realitos se encuentra ubicado en las coordenadas 27°26′44″N 98°31′49″O / 27.44556, -98.53028. Según la Oficina del Censo de los Estados Unidos, Realitos tiene una superficie total de 0.69 km², de la cual 0.69 km² corresponden a tierra firme y (0%) 0 km² es agua.

## Demografía
Según el censo de 2010, había 184 personas residiendo en Realitos. La densidad de población era de 267,08 hab./km². De los 184 habitantes, Realitos estaba compuesto por el 65.76% blancos, el 0% eran afroamericanos, el 0% eran amerindios, el 0% eran asiáticos, el 0% eran isleños del Pacífico, el 33.15% eran de otras razas y el 1.09% pertenecían a dos o más razas. Del total de la población el 95.65% eran hispanos o latinos de cualquier raza.